# Saurauia raimondiana
Saurauia raimondiana är en tvåhjärtbladig växtart som beskrevs av Herman Otto Sleumer. Saurauia raimondiana ingår i släktet Saurauia och familjen Actinidiaceae. Utöver nominatformen finns också underarten 